# Weißbrust-Ameisenwürger
Der Weißbrust-Ameisenwürger (Taraba major) ist ein Sperlingsvogel aus der Familie der Ameisenvögel und der einzige Vertreter der Gattung Taraba.

## Merkmale
Der 20 cm lange und 56 g schwere Weißbrust-Ameisenwürger ist ein stämmiger Vogel mit großem Kopf, einem Schnabel mit Hakenspitze und roten Augen. Das Gefieder des Männchens weist eine schwarze Oberseite, eine schwarze Haube, weiße Schwanz- und Flügelbinden und eine weiße Unterseite auf. Das Weibchen ist oberseits bräunlich, unserseits gelbbraun gefärbt.

## Vorkommen
Das Verbreitungsgebiet des Weißbrust-Ameisenwürgers reicht von Mexiko bis nach Argentinien.
Dort lebt er im dichten Unterwuchs von Sekundärwäldern, Zitrusplantagen und manchmal Gärten.

## Verhalten
Der Weißbrust-Ameisenwürger lebt in Paaren, die ein Territorium besetzen. Der Vogel sucht in Bodennähe im dichten Gestrüpp nach Beute, die aus Insekten, anderen Wirbellose, aber auch aus Fröschen und kleinen Eidechsen besteht. Er folgt Wanderameisenkolonien, um von ihnen aufgescheuchte Tiere zu fangen.

## Fortpflanzung
Das becherförmige Nest aus Gras und Blättern ist an einem Ast aufgehängt. Das Gelege besteht aus zwei bis drei Eiern, die von beiden Elternvögeln zwei Wochen lang ausgebrütet werden. Nach zwölf Tagen werden die Jungvögel flügge.

## Unterarten
Es werden augenblicklich zehn Unterarten anerkannt:
- Taraba major melanocrissus (Sclater, PL, 1860)[2] kommt vom südöstlichen Mexiko bis ins westliche Panama vor.
- Taraba major obscurus Zimmer, JT, 1933[3] ist vom westlichen Costa Rica bis ins nördliche Kolumbien verbreitet.
- Taraba major transandeanus (Sclater, PL, 1855)[4] ist im Südwesten Kolumbiens, dem Westen Ecuadors und dem Nordwesten Perus verbreitet.
- Taraba major granadensis (Cabanis, 1872)[5] kommt im nördlichen und zentralen Kolumbien und nordwestlichen Venezuela vor.
- Taraba major semifasciatus (Cabanis, 1872)[5] ist im östlichen Kolumbien, dem südlichen und nordöstlichen Venezuela, in Guyana, in Suriname, in Französisch-Guayana und dem nordöstlichen sowie zentralen Brasilien  verbreitet.
- Taraba major duidae Chapman, 1929[6] kommt am Berg Duida im Südosten Venezuelas vor.
- Taraba major melanurus (Sclater, PL, 1855)[7] ist im westlichen Amazonas-Regenwald verbreitet
- Taraba major borbae (Pelzeln, 1868)[8] kommt im westlichzentralen Brasilien und südlich des Amazonas vor.
- Taraba major stagurus (Lichtenstein, MHC, 1823)[9] ist im östlichene und nordöstlichen Brasilien verbreitet.
- Taraba major major (Vieillot, 1816)[10] kommt im östlichen Bolivien, in Paraguay, dem südlichen Brasilien und dem nördlichen Argentinien vor.

## Etymologie und Forschungsgeschichte
Die Erstbeschreibung des Weißbrust-Ameisenwürgers erfolgte 1816 durch Louis Pierre Vieillot unter dem wissenschaftlichen Namen Thamnophilus major. Vieillot bezog sich auf Batara el mayor von Félix de Azara. 1831 führte René Primevère Lesson die für die Wissenschaft neue Gattung Taraba ein. Der Begriff ist ein Anagramm zur Gattung Batara Lesson, RP 1831.  Der Artname major hat seinen Ursprung in lateinisch maior, maioris, magnus ‚größer, groß, mächtig‘. Granadensis bezieht sich auf die Republik Neugranada, duidae auf den Berg Duida und borbae auf Borba. Melanurus ist ein Wortgebilde aus μελας, μελανος melas, melanos für schwarz und -ουρος,  ουρα -ouros, oura für -schwänzig, Schwanz, stagurus σταγων, σταγονος stagōn, stagonos für Tropfen, Flecken und -ουρος,  ουρα -ouros, oura, melanocrissus aus μελας, μελανος melas, melanos für schwarz und lateinisch crissum, crissare ‚Kloake, kopulieren‘, transandeanus aus lateinisch trans ‚über, darüber‘ und lateinisch andeanus ‚den Anden‘ und semifasciatus aus lateinisch semi-, semis, semissis ‚hältig, klein, Hälfte‘ und lateinisch fasciatus, fascia ‚-gebändert, Band‘. Obscurus leitet sich von lateinisch obscurus ‚dunkel, düster‘ ab. Alfred Laubmann wies darauf hin, dass es sich bei Thamnophilus rohdei Berlepsch, 1887 lediglich eine melanistische Abweichung zur Nominatform handelt. Taraba major kriegi Laubmann, 1930 und Taraba major albatus Brodkorb, 1937 wollte er in seinem Werk Die Vögel von Paraguay nicht bewerten, da ihm keine Vergleichsexemplare vorlagen. Beide gelten heute als Synonym zur Nominatform. Kriegi ist Hans Krieg (1888–1970) gewidmet, rohdei Richard Otto Rohde (1855–1912). Albatus leitet sich von lateinisch albus ‚weiß‘ ab.